# Bitva u Selångeru
Bitva u Selångeru byla poslední bitvou severní války. K bitvě došlo 25. května 1721 a skončila ruským vítězstvím.
V roce 1720 si švédský král Frederik uvědomil že válku již nelze vyhrát a zahájil mírová jednání v Nystadu. Jednání však kvůli Livonsku uvázla. Z tohoto důvodu ruský car vyslal flotu vedenou generálmajorem Lacym proti švédskému pobřeží.
Lacy se vylodil 150 kilometrů severně od Stockholmu a napadl město Gefle, ale nedokázal ho dobýt. Poté se vydal na jih a cestou vypálil 506 vesnic, 3 města a devatenáct farností.
Brzy proti němu byly vyslány jednotky vedené majorem Fieandtem.
K bitvě obou armád došlo 25. května. 1721, když ruská flota zaútočila na Sundeval, byli Švédové po těžkém boji nakonec poraženi.
Švédsko se poté vzdalo Livonska a Lacy byl později stažen.